# Жужукін Іван Федорович
Жужу́кін Іва́н Фе́дорович (нар. 29 листопада 1924, Орловка — 16 вересня 2000, Київ) — Герой Радянського Союзу, в роки німецько-радянської війни командир танка 28-го гвардійського окремого важкого танкового полку 6-го гвардійського механізованого корпусу 4-ї танкової армії 1-го Українського фронту, гвардії молодший лейтенант.

## Біографія
Народився 29 листопада 1924 року в селі Орловка Таловського району Воронезької області в селянській родині. Росіянин. Навчався в Верхньоозерському сільськогосподарському технікумі.
У липні 1942 року призваний до лав Червоної Армії. У 1943 році закінчив Ульянівське гвардійське танкове училище. У боях німецько-радянської війни з липня 1944 року. Воював на 1-му Українському фронті.
13—14 січня 1945 року молодший лейтенант І. Ф. Жужукін у відриві від своєї частини відбив у районі польського міста Кельці шість контратак, підбив сім танків і знищив понад двох взводів противника. Екіпаж дві доби утримував кордон на шосе Кельце—Хмільник у Польщі до підходу головних сил полку. Був поранений, але продовжував бій.
Указом Президії Верховної Ради СРСР від 10 квітня 1945 року за зразкове виконання бойових завдань командування і проявлені при цьому мужність і героїзм гвардії молодшому лейтенантові Івану Федоровичу Жужукіну присвоєно звання Героя Радянського Союзу з врученням ордена Леніна і медалі «Золота Зірка» (№ 8832).

Могила Івана Жужукіна

З 1946 року І. Ф. Жужукін — в запасі. У 1951 році закінчив Київський технологічний інститут харчової промисловості. Працював у проектному інституті. Жив у Києві. Помер 16 вересня 2000 року. Похований у Києві на Міському кладовищі «Берківці».
Нагороджений орденом Леніна, орденом Вітчизняної війни 1-го ступеня, медалями.